# Алёшин, Георгий Васильевич
Гео́ргий Васи́льевич Алёшин (10 марта 1931, Красноярск, РСФСР, СССР — 4 мая 2011, Новосибирск, Россия) — советский государственный и партийный деятель.

## Биография
Окончил Томский электромеханический институт инженеров железнодорожного транспорта.
В 1954 году начал работать помощником машиниста электровоза, затем работал мастером, начальником испытательной станции локомотивного депо.
В 1957 году Алёшин вступил в ряды КПСС. С 1956 года работал вторым, а затем первым секретарём райкома ВЛКСМ Новосибирска, а с 1959 года — секретарём парткома локомотивного депо.
С 1960 по 1962 годы Георгий Алёшин работал вторым секретарём, а с 1962 по 1973 годы — первым секретарём Первомайского райкома КПСС города Новосибирска. В 1973 году был переведён на должность второго секретаря Новосибирского горкома КПСС, в которой проработал до 1979 года. С 1979 по 1985 годы — первый секретарь Новосибирского горкома КПСС.
В 1985 году инспектор ЦК КПСС. С 13 декабря 1985 по 25 марта 1990 года — второй секретарь ЦК КП Эстонии.
С 1986 по 1990 годы — кандидат в члены ЦК КПСС.
С распадом СССР работал в КПРФ и одно время возглавлял Консультативный Совет Новосибирского обкома КПРФ.
Избирался депутатом Верховного Совета РСФСР 10 и 11 созывов, депутатом Верховного Совета Эстонской ССР 11 созыва, Совета Национальностей Верховного Совета СССР 11 созыва от Эстонской ССР, а также делегатом XXIV, XXVI, XXVII съездов КПСС и XIX Всесоюзной партконференции.
Умер 4 мая 2011 года после продолжительной болезни. Похоронен на Инском кладбище Новосибирска.

## Награды
Награждён двумя орденами Трудового Красного знамени, «Знак Почета», медалями. Также удостоен высшей награды КПРФ — Ордена «Партийная доблесть».